# Douglas XB-19
Douglas XB-19 – największy amerykański bombowiec z okresu II wojny światowej.

## Historia powstania
Powstanie samolotu wiąże się ze ściśle tajnym projektem Korpusu Powietrznego Armii Stanów Zjednoczonych (poprzednika współczesnych Amerykańskich Sił Powietrznych) z lat 30. nazwanym „Project D”, którego zadaniem było zaprojektowanie eksperymentalnego bombowca dalekiego zasięgu. Nie planowano wówczas konstrukcji żadnego prototypu, w projekcie chodziło tylko o opracowanie teoretycznych podstaw, tzw. „proof-of-concept”, supernowoczesnego bombowca używającego wszystkich najnowszych czy eksperymentalnych technologii. Do konkursu stanęły tylko zakłady Douglas Aircraft Company i Sikorsky Aircraft Corporation. Samolot Douglasa otrzymał oznaczenie XBLR-2 (eXperimental, Bomber, Long Range – eksperymentalny, bombowy, dalekiego zasięgu), a samolot Sikorskiego – XBLR-3. W marcu 1936 powstały drewniane makiety obydwu samolotów i zdecydowano wówczas kontynuować prace nad rokującym większe nadzieje projektem Douglasa.
Prace projektowe posuwały się bardzo powoli, w latach 30. znacznie obniżono wydatki na zbrojenia i zakłady Douglasa zmuszone zostały do samodzielnego finansowania znacznej części projektu – Armia wydała na samolot 1 400 064 USD, a Douglas z własnej kieszeni zapłacił ponad 4 miliony dolarów (ok. 47 milionów według dzisiejszych cen).
W 1936 zrezygnowano z oznaczenia BLR zmieniając je na B-19, a pod koniec 1937 Armii udało się zdobyć fundusze wystarczające na budowę jednego prototypu pod oznaczeniem XB-19, który otrzymał numer seryjny 38-471. Pod koniec 1938 projekt był już poważnie opóźniony i Douglas chciał z niego zrezygnować, na co jednak nie wyraziło zgody dowództwo Armii. Prace nad budową prototypu posuwały się bardzo powoli i w 1940 cały projekt stracił klauzulę tajności, ponieważ z racji szybkiego postępu techniki lotniczej samolot już praktycznie nie przedstawiał żadnej wartości jako maszyna bojowa – choć kontynuowano jego budowę. Projekt wykorzystano w celach propagandowych i prasę amerykańską obiegły artykuły o nowym „superbombowcu” wielkością przewyższającym wszystkie powstałe do tej pory samoloty. Pierwszy i jedyny prototyp ukończono w maju 1941 z ponad trzyletnim opóźnieniem, a pierwszy lot XB-19 odbył się 27 czerwca 1941. Jeszcze w czasie jego konstrukcji samolot zdobył niezwykłą popularność i sam prezydent Franklin Roosevelt wysłał telegram Donaldowi Douglasowi z gratulacjami i podziękowaniami.
Samolot został przekazany Armii w październiku 1941. Po ataku na Pearl Harbor w grudniu 1941 XB-19 został pokryty kamuflażem, a do ostatnich lotów testowych został on zaopatrzony w ostrą amunicję. Po pierwszej serii lotów testowych samolot otrzymał nowe silniki Allison V-3420-11 większej mocy niż jego dotychczasowe silniki i nowe oznaczenie XB-19A. XB-19A służył przez kilka lat jako samolot transportowy, aż ostatecznie został złomowany w 1946. Choć XB-19/A nie wszedł do produkcji, to doświadczenia zdobyte w czasie jego konstrukcji i dane zgromadzone w czasie lotów testowych okazały się pomocne przy projektowaniu późniejszych ciężkich bombowców, takich jak Boeing B-29 (w porównaniu z „Superfortecą” XB-19 miał rozpiętość skrzydeł większą o 35% i prawie dwukrotnie większą masę własną) czy Convair B-36 Peacemaker.

## Opis konstrukcji
XB-19 był czterosilnikowym dolnopłatem o konstrukcji całkowicie metalowej z podwoziem trójkołowym z kołem przednim. Wewnątrz skrzydeł znajdowało się przejście do silników, znajdujący się na pokładzie samolotu mechanik miał dostęp do silników także w locie.
Początkowo XBLR-2 miał być wyposażony w 24-cylindrowe, chłodzone cieczą silniki Allison XV-3420-1 o mocy 1600 KM, które jeszcze w fazie projektowej zmieniona na chłodzone powietrzem silniki Wright R-3350 o mocy 2000 KM napędzające trzypłatowe śmigła. W czasie pierwszych lotów okazało się, że silniki miały tendencję do przegrzewania się, aby temu zapobiec musiano w czasie lotów otwierać „chrapy” chłodnicy, co obniżało prędkość maksymalną z 224 mil na godzinę (360 km/h) do 204 mil (328 km/h). Ostateczna wersja samolotu otrzymała chłodzone cieczą silniki Allison XV z turbosprężarką o mocy 2600 KM. W tej wersji samolot nie miał już kłopotów z chłodzeniem, a jego prędkość maksymalna wzrosła do 275 mil na godzinę (442 km/h).
Pojemność wewnętrznych zbiorników z paliwem wynosiła 10 350 galonów amerykańskich (ponad 39 000 litrów), samolot mógł także zostać wyposażony w dodatkowe zbiorniki z paliwem przewożone w komorze bombowej. Uzbrojenie bombowe mogło być przenoszone wewnątrz samolotu lub podczepione pod skrzydłami, w wewnętrznej komorze bombowej mieściło się 8 bomb 2000-funtowych, 16 bomb 1100-funtowych lub 30 bomb 600-funtowych (900 kg, 500 kg i 272 kg). Pod każdym skrzydłem można było umieścić po 2000 funtów bomb. Udźwig maksymalny wynosił 18700 funtów bomb (ok. 8500 kg).
Samolot otrzymał bardzo silne jak na ówczesne czasy uzbrojenie obronne:
- przednie stanowisko w nosie samolotu i przednia wieżyczka grzbietowa były wyposażone w karabin maszynowy 7,62 mm i działo 37 mm;
- stanowisko ogonowe, tylna wieżyczka grzbietowa, tylna wieżyczka na spodzie samolotu i stanowiska po obu stronach kadłuba wyposażone były w pojedyncze karabiny maszynowe 12,7 mm;
- pojedyncze karabiny maszynowe 7,62 po obu stronach kabiny bombardiera i po obu stronach kadłuba pod płatem poziomym statecznika.

Standardowa załoga samolotu składała się z 16 osób – pilot, drugi pilot, dowódca samolotu, nawigator, mechanik, radiooperator, bombardier i 9 strzelców. Istniała także możliwość przewożenia 8 dodatkowych członków załogi (zazwyczaj 2 mechaników i 6 innych członków załogi) w kabinie, która mogła być zainstalowana nad komorą bombową, w której znajdowało się osiem foteli i sześć łóżek. XB-19 został także wyposażony w niewielką kuchnię, gdzie można było przygotowywać w trakcie lotu gorące posiłki dla całej załogi.